# Sanmatenga (tỉnh)
Sanmatenga là một trong 45 tỉnh của Burkina Faso, tọa lạc ở vùng Centre-Nord.
Tỉnh này có diện tích 9.281 km², dân số 464.032 người (1996), mật độ dân số là 50 người/km²
Thủ phủ là Kaya.
Sanmatenga được chia thành 10 tổng:
- Barsalogho
- Boussouma
- Dablo
- Kaya
- Korsimoro
- Mane
- Namissiguima
- Pensa
- Pibaore
- Pissila
- Ziga